# Хосо, Мир Хазар Хан
Мир Хазар Хан Хосо (англ. Mir Hazar Khan Khoso), (урду میر ہزار خان کھوسو‎; 30 сентября 1929, Джафарабад, Британская Индия — 26 июня 2021, Кветта) — пакистанский государственный деятель. С 24 марта по 5 июня 2013 года исполнял обязанности премьер-министра Пакистана.

## Биография
Родился 30 сентября 1929 года в небольшом городе Джафарабаде, провинция Белуджистан. Окончил юридический факультет университета Синда, считается компетентным юристом и хорошо разбирается в различных отраслях права.
В 1977 году Мир Хазар Хан Хосо стал судьей Верховного суда Белуджистана, с 1990 по 1991 год был председателем этого суда.
В марте 2013 года избирательная комиссия Пакистана назначила 84-летнего Хосо исполняющим обязанности премьер-министра, выбрав его из четырёх представленных кандидатур. 25 марта он принёс присягу.
5 июня 2013 года передал полномочия премьер-министра Навазу Шарифу, чья партия Пакистанская мусульманская лига (Н) одержала победу на всеобщих парламентских выборах в мае того же года.
Умер 26 июня 2021 года в Кветте на 92-м году жизни.